# Baiba Braže
Baiba Braže z domu Laizāne (ur. 4 grudnia 1966 w Rydze) – łotewska dyplomatka, od 2024 minister spraw zagranicznych.

## Życiorys
Na Uniwersytecie Łotwy w Rydze uzyskała magisterium z prawa (1990) oraz z nauk społecznych w komunikacji (2002). Kształciła się też w Holandii, Austrii i Finlandii, a także w NATO Defense College w Rzymie. Od 1993 zawodowo związana z łotewskim ministerstwem spraw zagranicznych. Pełniła m.in. funkcję pierwszego sekretarza stałego przedstawicielstwa Łotwy przy ONZ w Nowym Jorku (1996–1998). Była doradczynią premiera do spraw zagranicznych (1998–1999). Później do 2003 zajmowała stanowisko dyrektorki departamentu w MSZ. W latach 2003–2008 sprawowała urząd ambasadora w Holandii. Następnie pełniła m.in. funkcje dyrektora generalnego dyrekcji do spraw polityki bezpieczeństwa i organizacji międzynarodowych oraz ambasadora nierezydującego akredytowanego w Indonezji. W latach 2016–2020 była ambasadorem w Wielkiej Brytanii, a od 2020 do 2023 zastępczynią sekretarza generalnego NATO do spraw dyplomacji publicznej.
W kwietniu 2024 dołączyła do rządu Eviki Siliņi, obejmując w nim z rekomendacji Nowej Jedności urząd ministra spraw zagranicznych. Zastąpiła na tym stanowisku Artursa Krišjānisa Kariņša. W tym samym roku została członkinią Jedności.